# Holotrichia flaviventris
Holotrichia flaviventris är en skalbaggsart som beskrevs av Lansberge 1879. Holotrichia flaviventris ingår i släktet Holotrichia och familjen Melolonthidae. Inga underarter finns listade i Catalogue of Life.